# Marko Asmer
Marko Asmer (* 30. července 1984, Tallinn, Estonsko) je v současnosti testovací pilot stáje BMW Sauber. Proslavil se hlavně ziskem titulu v Britské Formuli 3 v roce 2007. Je také prvním Estoncem, který usedl do kokpitu Formule 1. Poprvé testoval pro tým Williams BMW už roku 2003.

## Výsledky
| Ročník | Série                      | tým                             | Závody          | Pole positions  | Vítězství       | Body            | Umístění        |
| ------ | -------------------------- | ------------------------------- | --------------- | --------------- | --------------- | --------------- | --------------- |
| 2003   | Formula Renault V6 Eurocup | SRTS                            | 2               | 0               | 0               | 6               | 19.             |
| 2003   | Britská Formule Ford       | Panasonic Batteries Racing Team | 20              | 1               | 2               | 252             | 11.             |
| 2003   | Formula Ford Festival      | HiTech Racing                   | 1               | 0               | 0               | N/A             | 2.              |
| 2004   | Britská Formule 3          | HiTech Racing                   | 24              | 0               | 0               | 87              | 10.             |
| 2004   | Formule 3 European Cup     | HiTech Racing                   | 1               | 0               | 0               | N/A             | 7.              |
| 2004   | Bahrain F3 Superprix       | Carlin Motorsport               | 1               | 0               | 0               | N/A             | 6.              |
| 2004   | Macau Grand Prix           | HiTech Racing                   | 1               | 1               | 0               | N/A             | 11.             |
| 2004   | Masters of Formula 3       | HiTech Racing                   | 1               | 0               | 0               | N/A             | 16.             |
| 2005   | Britská Formule 3          | HiTech Racing                   | 22              | 2               | 0               | 163             | 4.              |
| 2005   | Masters of Formula 3       | HiTech Racing                   | 1               | 0               | 0               | N/A             | 7.              |
| 2006   | Japonská Formule 3         | ThreeBond                       | 18              | 0               | 1               | 124             | 7.              |
| 2006   | Macau Grand Prix           | HiTech Racing                   | 1               | 1               | 0               | N/A             | 13.             |
| 2007   | Britská Formule 3          | HiTech Racing                   | 22              | 13              | 11              | 293             | 1.              |
| 2007   | Japonská Formule 3         | ThreeBond                       | 8               | 0               | 0               | 31              | 10.             |
| 2007   | Macau Grand Prix           | HiTech Racing                   | 1               | 1               | 0               | N/A             | 4.              |
| 2007   | Masters of Formula 3       | HiTech Racing                   | 1               | 0               | 0               | N/A             | 10.             |
| 2008   | GP2                        | FMS International               | 12              | 0               | 0               | 0               | 28.             |
| 2008   | Formule 1                  | BMW Sauber                      | Testovací pilot | Testovací pilot | Testovací pilot | Testovací pilot | Testovací pilot |